# Maura Tierney
Maura Lynn Tierney (Boston, 3 febbraio 1965) è un'attrice statunitense, nota per i ruoli di Abby Lockhart nella serie televisiva E.R. - Medici in prima linea e Helen Solloway nella serie televisiva The Affair - Una relazione pericolosa, per il quale si aggiudica nel 2016 il Golden Globe per la miglior attrice non protagonista in una serie.

## Biografia
Cresciuta nel quartiere Hyde Park di Boston, inizia la sua carriera partecipando ad alcuni film tv e telefilm, come ad un episodio di Casa Keaton. La prima apparizione cinematografica di Maura Tierney è avvenuta in un film intitolato Dead Women in Lingerie del 1991, girato in soli 24 giorni. Nel 1993 ha sposato l'attore Billy Morrissette da cui ha divorziato nel 2006.
Nel 1996 ottiene un ruolo in Schegge di paura, mentre nel 1997 recita nel film Bugiardo bugiardo con Jim Carrey, nel 1999 lavora accanto a Ben Affleck in Piovuta dal cielo, nello stesso anno recita con Anthony Hopkins nel film Instinct - Istinto primordiale. Sempre nel 1999 entra nel cast di E.R. - Medici in prima linea dove interpreta l'infermiera Abby Lockhart, che diventa la beniamina dei telespettatori, dopo l'uscita dal cast di Julianna Margulies.
Nel 2002 è accanto ad Al Pacino e Robin Williams nel film Insomnia, partecipando anche a film indipendenti. Nel 2010 avrebbe dovuto ricoprire il ruolo di Sarah Braverman  nella serie TV Parenthood, ma è costretta ad abbandonare la serie subito dopo l'episodio pilota per sottoporsi alle cure per un tumore al seno. La parte è così stata affidata a Lauren Graham.

## Filmografia

### Cinema
- White Sands - Tracce nella sabbia (White Sands), regia di Roger Donaldson (1992)
- Fly by Night, regia di Steve Gomer (1993)
- Maledetta ambizione (The Temp), regia di Tom Holland (1993)
- Tutto per mia figlia (Mercy), regia di Richard Shepard (1995)
- Schegge di paura (Primal Fear), regia di Gregory Hoblit (1996)
- Bugiardo bugiardo (Liar Liar), regia di Tom Shadyac (1997)
- I colori della vittoria (Primary Colors), regia di Mike Nichols (1998)
- Piovuta dal cielo (Forces of Nature), regia di Bronwen Hughes (1999)
- Oxygen, regia di Richard Shepard (1999)
- Instinct - Istinto primordiale (Instinct), regia di Jon Turteltaub (1999)
- Scotland, PA, regia di Billy Morrissette (2001)
- Insomnia, regia di Christopher Nolan (2002)
- Due candidati per una poltrona (Welcome to Mooseport), regia di Donald Petrie (2004)
- Diggers, regia di Katherine Dieckmann (2006)
- Semi-Pro, regia di Kent Alterman (2008)
- Baby Mama, regia di Michael McCullers (2008)
- Las Vegas - Terapia per due (Finding Amanda), regia di Peter Tolan (2008)
- Nature Calls, regia di Todd Rohal (2012)
- Anything, regia di Timothy McNeil (2017)
- Beautiful Boy, regia di Felix Van Groeningen (2018)
- The Report, regia di Scott Z. Burns (2019)
- The Warrior: The Iron Claw (The Iron Claw), regia di Sean Durkin (2023)
- Twisters, regia di Lee Isaac Chung (2024)

### Televisione
- Fuori dal giro (Crossing the Mob), regia di Steven Hilliard Stern – film TV (1988)
- Casa Keaton (Family Ties) – serie TV, 1 episodio (1989)
- Booker – serie TV, 1 episodio (1990)
- Law & Order - I due volti della giustizia (Law & Order) – serie TV, 23 episodi (1991, 2024-2025)
- Fuori dall'oscurità (Out of Darkness), regia di Larry Elikann – film TV (1994)
- NewsRadio – serie TV, 97 episodi (1995-1999)
- E.R. - Medici in prima linea (ER) – serie TV, 189 episodi (1999-2009)
- Rescue Me – serie TV, 9 episodi (2009-2011)
- The Whole Truth – serie TV, 13 episodi (2010-2011)
- The Office – serie TV, 1 episodio (2011)
- The Good Wife – serie TV, 7 episodi (2012-2013)
- The Affair - Una relazione pericolosa (The Affair) – serie TV, 53 episodi (2014-2019)
- Philip K. Dick's Electric Dreams – serie TV, episodio 1x06 (2017)
- Your Honor – serie TV, 3 episodi (2021)
- American Rust - Ruggine americana (American Rust) – serie TV, 19 episodi (2021-2024)

## Doppiatrici italiane
Nelle versioni in italiano delle opere in cui ha recitato, Maura Tierney è stata doppiata da:
- Laura Romano in E.R. - Medici in prima linea, Semi-Pro, Rescue Me, The Good Wife, Beautiful Boy, The Report, Twisters
- Francesca Fiorentini in Maledetta ambizione, Piovuta dal cielo, Oxygen, Philip K. Dick's Electric Dreams, Law & Order - I due volti della giustizia, Law & Order - Unità vittime speciali
- Alessandra Cassioli in The Office, The Affair - Una relazione pericolosa, Your Honor
- Francesca Guadagno in Schegge di paura, Baby Mama
- Roberta Pellini in Insomnia, American Rust - Ruggine americana
- Roberta Greganti in Bugiardo bugiardo
- Claudia Razzi in I colori della vittoria
- Pinella Dragani in Instinct - Istinto primordiale
- Cristina Boraschi in Due candidati per una poltrona
- Alessandra Korompay in The Whole Truth
- Giò Giò Rapattoni in The Warrior: The Iron Claw